# Dărmănești (Suceava)
Pour l’article homonyme, voir Dărmănești.
Dărmănești est une commune du județ de Suceava en Roumanie.